# 去年
去年（こぞ）とは、新年を迎え、旧年を振り返り、もう去年（きょねん）になったのだなあと感慨を表わす言葉。俳句では、新年の季語となっている。古年（ふるとし）、初昔（はつむかし）、宵の年（よいのとし）ともいう。
俳句では「去年今年」という用法もあり、たちまちのうちに年が去り、年が来るという、時の過ぎゆきの速さの感慨を表わす。

## 去年今年貫く棒の如きもの
高浜虚子の句「去年今年貫く棒の如きもの」は、1950年（昭和25年）12月に新年のラジオ放送のためにつくられた。この句が鎌倉駅（神奈川県鎌倉市）の構内に掲げられていたのを目にした川端康成が、感嘆して紹介してから有名になった。川端は、1969年にハワイ大学で行った講演と講義「美の存在と発見」の中で、次のように述べている。